# Ангел Бунгуров
Ангел (Ангеле) Настев Бунгуров е български революционер, деец на Вътрешната македоно-одринска революционна организация.

## Биография
Ангел Бунгуров е роден през 1874 година в град Кичево, тогава в Османската империя, в семейството на члена на Кичевската българска община Насте Бунгуров. Завършва трети гимназиален клас и се занимава с търговия, а след това учи в Битоля. Преподава в селата Бърждани, Белица, Кладник и Орланци, а след това и в Кичево. Влиза във ВМОРО и в 1896 година става член на първия околийски комитет в Кичево. През лятото на 1902 година е избран за председател на комитета, като от този момент е в много лоши отношения с Тома Николов. Участва в Илинденското въстание от 1903 година в четата на Арсо Мицков и се сражава при Гюргюица. В 1907 година властите го задържат и затварят в Битоля. Освободен е след Младотурската революция на следната 1908 година.
Става член на Илинденската организация. Умира на 1 април 1949 година в Скопие.